# Roselyne Bachelot
Roselyne Bachelot-Narquin, generalment coneguda com a Roselyne Bachelot (Nevers, 24 de desembre de 1946) és una política francesa, Ministra de Cultura en el govern del Primer ministre Jean Castex des de juliol de 2020. Abans, havia estat ministra de Solidaritat i Cohesió Social. Era membre de la Unió per a un Moviment Popular, que forma part del Partit Popular Europeu.

## Biografia
Bachelot va néixer Roselyne Narquin el 24 de desembre de 1946 a Nevers, França. El seu pare Jean Narquin, va ser un resistent i diputat gaullista, i la seva mare Yvette Le Dû, nascuda a Gourin, ambdós dentistes. Té un germà, Jean-Yves Narquin, que va ser al Parlament Europeu com a membre del Reagrupament Nacional el 2015.
Bachelot és Doctora en Farmàcia.

## Carrera política

### Membre del Parlament francès
De 1988 a 2002 i un altre cop el 2007, Bachelot va ser membre de l'Assemblea Nacional, representant Maine-et-Loire. Durant aquell temps, va ser en el Comitè d'Afers Culturals.

### Membre del Parlament europeu
De 2004 a 2007, Bachelot va ser Membre del Parlament europeu per l'oest de França. Va ser membre del comitè del Parlament Europeu per l'Ocupació i Afers Socials. També va ser substituta en el Comitè d'Indústria, Recerca i Energia, membre de la delegació per relacions amb el Consell Legislatiu Palestí, i substituta per la delegació per relacions amb Israel.

### Carrera en el govern
De 2007 a 2010, Bachelot va ser Ministra de Salut i Esports. Ja que els ministres francesos no poden ser parlamentaris, va ser forçada a deixar el seu escó en el Parlament europeu.
Mentre era ministra de salut, Bachelot va implementar la prohibició de fumar en restaurants, bars, discoteques, casinos i altres empreses comercials el 2008. Va emetre un avís contra l'ús excessiu del telèfon mòbil, especialment per nens. També el 2008 va aprovar la llei introduïda per Valérie Boyer que feia la promoció de dietes extremes un delicte punible fins a dos anys de presó i una multa de 45.000$; va passar la cambra baixa francesa, però més tard no va passar el Senat. També va activar l'Assemblea Nacional per canviar l'edat legal per adquirir alcohol a França de 16 a 18 anys; la nova llei va tenir efecte el juliol de 2009.
El 2009, Bachelot va fer una comanda de 94 milions de vacunes de Sanofi Pasteur, GlaxoSmithKline, Novartis i Baxter Internacional pel Govern francès a un cost de 869 milions d'euros (i una opció de 34 milions de vacunes addicionals el 2010) per lluitar contra el virus de la grip H1N1; tanmateix, menys del 10% de la població francesa (aproximadament 6 milions de persones) havia estat vacunat a finals de l'hivern. Més tard va cancel·lar la meitat de les vacunes de grip encarregades per combatre el virus, en un esforç per evitar les crítiques després de reservar massa vacunes.
El juny de 2010, Bachelot va provocar titulars quan va fer plorar alguns jugadors de la Selecció de futbol de França després d'una derrota per 2-1 amb l'amfitriona Sud-àfrica en la Copa del Món de Futbol de 2010. En la reunió, va acusar els jugadors d'embrutar la imatge de França i va definir el seu comportament un “desastre moral”.
El novembre de 2010, Bachelot va ser nomenada Ministre d'Afers Socials al costat de Marie-Anne Montchamp i Claude Greff en el tercer govern François Fillon. Va assumir reformar el sistema públic de salut per persones ancianes, però, a causa de les restriccions pressupostàries necessàries per la Recessió global 2008-2012, va haver d'abandonar qualsevol projecte de reforma. Després de la victòria de François Hollande a les eleccions presidencials franceses el 2012, va ser reemplaçada per Marisol Touraine. Va anunciar que donaria suport a l'anterior Primer ministre François Fillon per la Presidència de la Unió per a un Moviment Popular.
Des de 2012, Bachelot va col·laborar en l'adaptació francesa de The View al costat de Laurence Ferrari i d'altres.
El març de 2016, Bachelot va comentar sobre la lesió de Rafael Nadal (2012–2013): "És prou conegut que la famosa lesió de Rafael Nadal, que va provocar set mesos d'aturada a la competició, es va produir probablement en una prova positiva". Com a resposta Nadal va demandar Bachelot pels seus comentaris l'abril de 2016. El cas va ser guanyat per Nadal el novembre 2017 i Bachelot va haver de pagar 12.000 euros.
En el dia internacional de la dona el 2018, Bachelot – amb Marlène Schiappa – apareix en una actuació d'Eve Ensler Els monòlegs de la vagina al teatre Bobino de París.

## Retorn a la política
El 6 de juliol de 2020, Bachelot va ser nomenada Ministra de Cultura en el govern de Primer ministre Jean Castex, sota la Presidència d'Emmanuel Macron.

## Altres activitats
- Institut francès per Afers Internacionals i Estratègics (IRIS]), Vicepresidenta de la Junta directiva.[17]

## Posicions polítiques
Bachelot dona suport de fa temps al matrimoni del mateix sexe, i va desafiar el seu partit parlant en l'Assemblea del Pacte de Solidaritat Civil el 1999.
El 2005, Bachelot va ser un dels pocs polítics prominents que aviat i públicament va defensar que Ségolène Royal es presentés a la presidència – el primer cop una dona en la història francesa – al capdavant de les Eleccions presidencials franceses de 2007 i va denunciar els comentaris sexistes dirigits a Royal.

## Vida personal
Bachelot està casada amb Jacques Bachelot. El seu cunyat, François Bachelot, va ser a l'Assemblea Nacional de 1986 a 1988 com a membre del Reagrupament Nacional.